# Зачаран (филм из 2000)
Зачаран (енгл. Bedazzled) је фантастична црнa комедијa из 2000. године, у режији Харолда Рамиса, у којој главне улоге тумаче Брендан Фрејзер и Елизабет Херли. Реч је о римејку истоименог филма из 1967, који су написали Питер Кук и Дадли Мур, који је и сам био комична прича о легенди о Фаусту. Радња прати радника компјутерске компаније који склапа договор са Ђаволом да добије седам жеља у замену за своју душу, како би могао да освоји жену коју воли, али Ђаво изврће сваку жељу на свој начин како би га фрустрирао.

## Радња
Ђаво користи компјутерску симулацију да анализира душе људи како би утврдио индивидуалне слабости које може да искористи. Програм се фокусира на Елиота Ричардса, доброћудног, друштвено неспретног и претерано ревносног човека који ради у једној компјутерској фирми у Сан Франциску. Нема пријатеље, а колеге га избегавају. Заљубљен је у колегиницу Алисoн Гарднер, али нема храбрости да је позове на састанак. Када га колеге оставе самог у бару док покушава да разговара са Алисoн, Елиот каже да би дао све само да буде са њом. Ђаво, у облику шармантне и лепе жене, чује то и понуди му седам жеља у замену за његову душу.
Као пробу, Елиот пожели Биг мек и велику Кока-колу. Ђаво га одводи у McDonald's и наручује храну. Елиот мора да плати, јер је Ђаво „заборавио ташну у Подземљу”. Након тога га води у своју канцеларију, смештену у ноћном клубу у Оукланду, где га убеђује да потпише уговор, и онда испуњава наредне жеље. Свака жеља укључује Елиота у различитим животима са Алисoн и његовим колегама у алтернативним улогама. Међутим, Ђаво увек исквари жеље додајући нешто што Елиот није очекивао или желео.
Након пет жеља, Елиот бива ухапшен након што је испричао своју причу свештенику који је мислио да је пијан. Ђаво, сада у лику полицајке, затвара га у ћелију и каже му да јој је симпатичан и да не би шкодило да јој буде пријатељ. Његов цимер у ћелији му каже да не може да прода своју душу јер она припада Богу, и да ће, иако Ђаво покушава да га збуни, на крају схватити ко је он заправо и која је његова сврха. Када га Елиот упита ко је, човек му одговара: „Само веома добар пријатељ”.
Елиот тражи од Ђавола да раскине уговор. Када она одбије, он изјављује да неће искористити своју последњу жељу. Ђаво га телепортује у пакао. Када га наговори да ипак пожели нешто, Елиот пожели да Алисoн буде срећна — са њим или без њега. Ђаво уздахне, а Елиот пада у дубине пакла. Он се буди на мермерном степеништу и пита се да ли је то рај. Ђаво му каже да у ситним словима уговора стоји клаузула по којој несебична жеља поништава уговор. Елиот признаје да му је, упркос њеним манипулацијама, Ђаво постао драг и да је доживљава као пријатеља. Она му саветује да се рај и пакао могу наћи и на Земљи — све зависи од избора који људи праве.
Елиот позива Алисoн на састанак, али сазнаје да она већ излази са неким. Наставља са својим животом, сада са бољим разумевањем себе самог. На послу, његов колега Боб га исмева уз подршку осталих, али Елиот га само зграби за кошуљу, па пусти и каже: „Било је лепо разговарати са тобом”. Код куће, упознаје нову комшиницу Никол Деларусо, која личи на Алисoн, али има много сличнији карактер, интересовања и стил Елиоту. Нуди јој помоћ око распакивања и њих двоје почињу везу. Док шетају булеваром, Ђаво и Елиотов цимер из ћелије, сада обоје обучени у бело, играју шах. Ђаволов компјутерски програм приказује мане Никол и Елиота — које обоје прихватају.

## Улоге
| Глумац           | Улога                 |
| ---------------- | --------------------- |
| Брендан Фрејзер  | Елиот Ричардс         |
| Брендан Фрејзер  | Абрахам Линколн       |
| Елизабет Херли   | Ђаво                  |
| Франсес О’Конор  | Алисон Гарднер        |
| Франсес О’Конор  | Никол Деларусо        |
| Орландо Џоунс    | Данијел / Ден / Дени  |
| Орландо Џоунс    | Естебан               |
| Орландо Џоунс    | грубијан на плажи     |
| Орландо Џоунс    | Ламар Гарет           |
| Орландо Џоунс    | др Нгегитигегитибаба  |
| Пол Аделстин     | Боб Боб               |
| Пол Аделстин     | Роберто               |
| Пол Аделстин     | грубијан на плажи     |
| Пол Аделстин     | спортски коментатор   |
| Пол Аделстин     | Линколнов помоћник    |
| Тоби Хас         | Џери                  |
| Тоби Хас         | Алехандро             |
| Тоби Хас         | грубијан на плажи     |
| Тоби Хас         | Џери Тарнер           |
| Тоби Хас         | Ленс                  |
| Миријам Шор      | Керол                 |
| Миријам Шор      | домаћица у пентхаусу  |
| Габријел Касеус  | цимер у ћелији        |
| Брајан Дојл Мари | свештеник             |
| Џеф Дусет        | полицијски наредник   |
| Арон Ластиг      | супервизор у Сандајну |
| Рудолф Мартин    | Раул                  |
| Џулијан Фирт     | Џон Вилкс Бут         |

## Пријем
Филм је наишао на помешане рецензије критичара. На веб-сајту Rotten Tomatoes има рејтинг одобравања од 49% на основу 113 рецензија, са просечном оценом 5,5/10. Општи консензус сајта гласи: „Иако има својих смешних тренутака, овај римејк је у суштини филм заснован на једној шали, са превише бледих заплета, и ни приближно не достиже квалитет оригинала.” Филм је остварио добар успех на биоскопским благајнама.